# Simetrie moleculară

Elementele de simetrie ale formaldehidei. C_{2} este o axă de rotație de două ori. σ_{v} și σ_{v}' sunt două plane de reflexie neechivalente.

Simetria moleculară în chimie descrie simetria prezentă în molecule și clasificarea moleculelor în funcție de simetria lor. Simetria moleculară este un concept fundamental în chimie, deoarece poate fi folosit pentru a prezice sau a explica multe dintre proprietățile chimice ale unei molecule, cum ar fi momentul dipol și tranzițiile sale spectroscopice posibile. Multe manuale de nivel universitar de chimie fizică, chimie cuantică și chimie anorganică dedică un capitol simetriei.
Cadrul predominant pentru studiul simetriei moleculare este teoria grupurilor. Simetria este utilă în studiul orbitalilor moleculari, cu aplicații cum ar fi metoda Hückel⁠(d), teoria câmpului ligand⁠(d) și regulile Woodward-Hoffmann⁠(d). Un alt cadru pe o scară mai largă este utilizarea sistemelor cristaline pentru a descrie simetria cristalografică în corpurile solide. 
Există multe tehnici de evaluare practică a simetriei moleculare, între care cristalografia cu raze X și diferite forme de spectroscopie. Notația spectroscopică⁠(d) se bazează pe considerente de simetrie. 